# Tanaoneura aurifer
Tanaoneura aurifer är en stekelart som beskrevs av Lasalle 1987. Tanaoneura aurifer ingår i släktet Tanaoneura och familjen Tanaostigmatidae.
Artens utbredningsområde är Colombia. Inga underarter finns listade i Catalogue of Life.